# Ситна лисичарка
Ситна лисичарка (лат. Craterellus tubaeformis, ранији назив Craterellus tubaeformis) је врста јестиве гљиве.

## Опис гљиве

### Шешир
Шешир је величине од 2-6 цм, жутосмеђе до сивосмеђе боје, испупчен, у почетку с удубљењем у средини, потом често левкастог облика и најзад облика пробушеног левка. Месо му је танко, површина ситно пахуљичасто љуспаста до глатка. Руб је најпре савијен надоле, а у старости извијен навише, коврджав.

### Плодиште
Састоји се од жиличастих набора, сивобраонкасте до сивожуте боје, изражени су и дебели размакнути, повезани попречним жилама (анастомоза), широко су силазни и по боји јасно разграничени од дршке.

### Дршка
Сивожута, у основи жућкаста, мање интезивне боје него код жуте трубе, јамичасте до равне површине, често је савијена, цеваста.

### Месо
Жућкастoбело, влакнасто, кожасто, слабог мириса и благог укуса.

### Споре
9- 11/6-7,5 µм, глатке, отисак бео.

## Употребљивост
Веома омиљена јестива гљива.

## Станиште
Четинарске шуме, претежно испод смреке, ређе испод борова, често на пањевима, обично у великим колонијама, од јула до новембра.

## Напомена
Као и жута труба, иако дискретнијег укуса, изврсна је јестива гљива. У поређењу са њом, набори плодишта су добро развијени.